# Четинкая Тюрк
Четинкая Тюрк (тур. Çetinkaya Türk Spor Kulübü) — северо-кипрский футбольный клуб, базирующийся в Никосии.

## История
Спортивный клуб Лефкоша Тюрк был основан в 1930 году и стал одним из клубов-основателей Кипрского первого дивизиона в 1934 году, будучи в ней единственной турецко-киприотской командой в лиге (7 остальных были представителями греков-киприотов: АЕЛ Лимасол, Траст, Олимпиакос Никосия, Арис Лимасол, АПОЭЛ, Анортосис и ЭПА Ларнака). Команда объединилась с клубом Четинкая Тюрк Аснаф Оджаги (основан в 1943 году) в 1949 году, сменив своё название на Четинкая Тюрк Спор Бирлиги.
Четинкая Тюрк стала первым обладателем Суперкубка Кипра по футболу, в общей сложности выиграв его трижды (в 1951, 1952 и 1954 годах). После образования Федерации футбола Северного Кипра в 1955 году, клуб стал одним из первых участников Лиги Биринджи. Четинкая Тюрк остаётся единственным клубом на данный момент, выигравший все важнейшие футбольные турниры как Республики Кипр, так и Северного Кипра.

## Цвета
Клубными цветами являются жёлтый и красный.

## Достижения

### В составе Кипрской федерации футбола (до 1954 года)
- Чемпионат Кипра по футболу: (1)
  - Чемпион (1): 1951
- Кубок Кипра по футболу: (2)
  - Победитель (2): 1952, 1954
  - Финалист (1): 1953
- Суперкубок Кипра по футболу: (3)
  - Победитель (3): 1951, 1952, 1954

### В составе Федерации футбола Северного Кипра (с 1954 года)
- Чемпионат Северного Кипра по футболу: (13)
  - Чемпион (13): 1957/58, 1959/60, 1960/61, 1961/62, 1969/70, 1996/97, 1997/98, 1999/00, 2001/02, 2003/04, 2004/05, 2006/07, 2011/12
- Кубок федерации:[1] (17)
  - Победитель (17): 1956, 1957, 1958, 1959, 1960, 1963, 1969, 1970, 1976, 1991, 1992, 1993, 1996, 1999, 2001, 2006, 2011
  - Финалист (1):: 1998
- Суперкубок Северного Кипра по футболу: (7)
  - Победитель (7): 1991, 1992, 1993, 1996, 1998, 2001, 2006
  - Финалист (3): 1997, 1999, 2000
- Кубок доктора Фазыла Кючюка: (5)
  - Победитель (5): 1992, 1993, 1996, 1998, 2000
  - Финалист (3): 1991, 1999, 2001
- Кубок премьер-министра: (0)
  - Финалист (2): 1990, 1998